# فرودگاه لیک چارلز ریجنل
فرودگاه لیک چارلز ریجنل  (به انگلیسی: Lake Charles Regional Airport) یک فرودگاه همگانی بهره‌برداری هوایی با کد یاتا LCH است که یک باند فرود آسفالت دارد و طول باند آن ۱۵۸۵ متر است. این فرودگاه در کشور ایالات متحده آمریکا قرار دارد و در ارتفاع ۵ متری از سطح دریا واقع شده است.